# Club América
El Club América és un club de futbol mexicà de la ciutat de Mèxic.

## Història

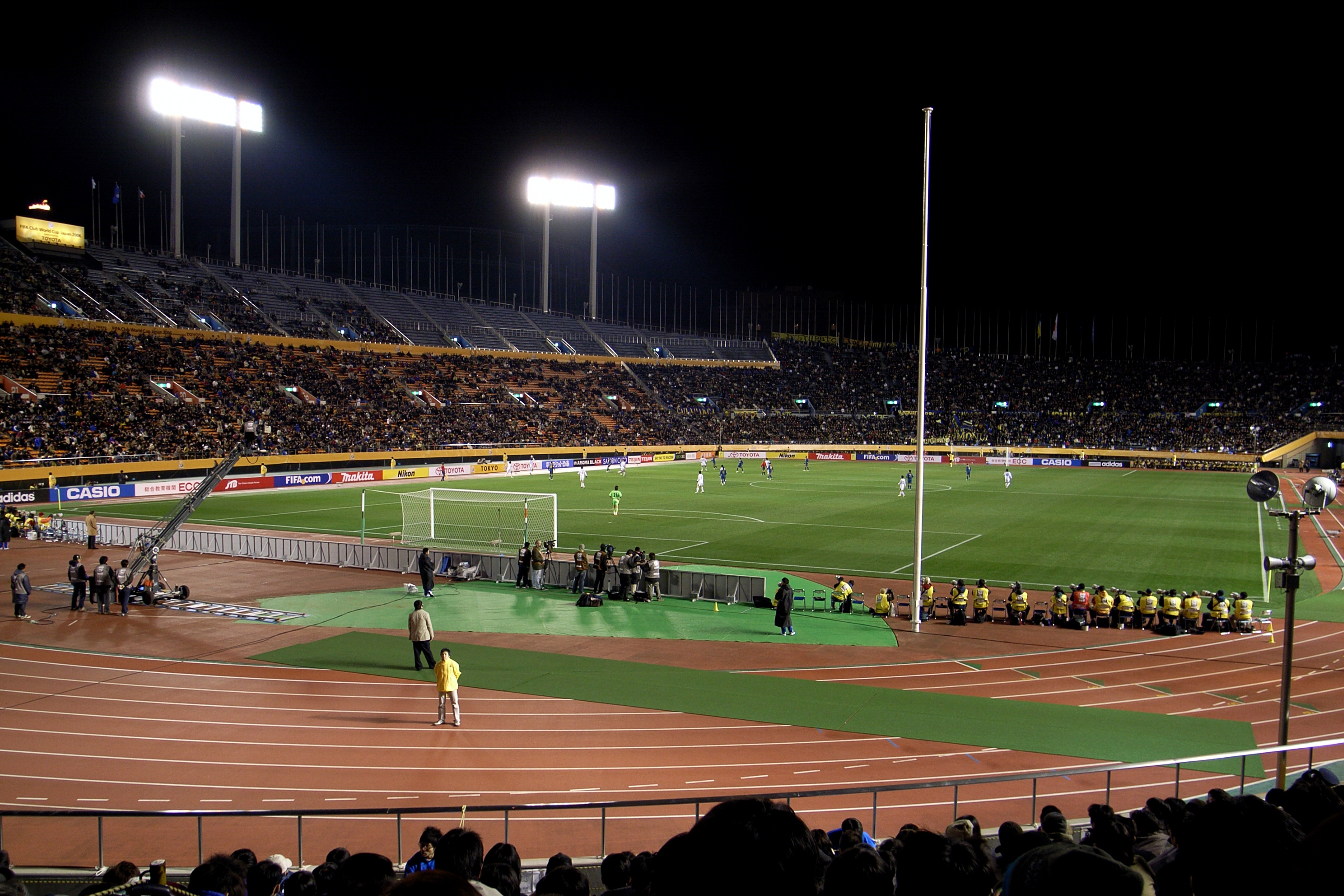
América a la Copa del Món de Clubs contra Jeonbuk Hyundai Motors.

El Club América va ser fundat el 12 d'octubre de 1916 a Mèxic, per iniciativa d'un grup d'escolars mexicans, al capdavant dels quals estava Rafael Garza Gutiérrez "Record" i Ignacio "Nacho" de la Garza. L'adopció del nom América va ser el resultat de la coincidència que va tenir la data de fundació amb la commemoració del descobriment d'Amèrica per Cristòfol Colom. Fou el resultat de la fusió d'un parell d'equips de col·legis maristes, el Rècord i el Colón. Entre 1918 i 1920 va prendre el nom de Centro Unión, però el 1920 l'equip torna a reprendre el nom de Club América. Entrà a la Lliga Amateur del Districte Federal on assolí el seu primer títol el 1925, d'un total de 4.
L'equip América fou un dels equips fundadors de la primera divisió de Mèxic el 1943. El 1959, el club és adquirit per Emilio Azcárraga Milmo, fill d'Emilio Azcárraga Vidaurreta propietari de Telesistema Mexicano l'empresa que avui dia és Televisa. Aquests anys comença a rebre els sobrenoms de Los Canarios, pel seu uniforme, i Los Millonetas pels seus propietaris. Els anys 1970 es comença a albirar l'equip gran que més tard esdevindrà. Va inaugurar la dècada obtenint el primer campionat nacional. En aquesta dècada destacaren els jugadors Carlos Reinoso i Enrique Borja. En els 70 l'América va obtenir 2 campionats i la primera Copa Interamericana. América va ser l'equip amb més títols guanyats en els anys 1980 a Mèxic, obtenint 5 campionats de lliga durant aquest període. En aquesta època adquirí el malnom de Águilas (que sonava millor que canaris).
L'América va caure en una època grisa que va durar des de 1988-89 fins al torneig d'Hivern 2001 on no van guanyar un sol títol de Lliga. No obstant això, en aquesta època les àguiles van obtenir dos títols de la Copa de Campions de la CONCACAF: el 1991, i 1993. També el 1991 van obtenir la Copa Interamericana. Aquests anys van destacar jugadors com Antonio Carlos Santos, Gonzalo Farfán, Adrián Chávez, Luis Roberto Alves "Zague" i Cuauhtémoc Blanco.
Amb l'arribada del nou segle, les àguiles van tornar a ser campions en el torneig d'Estiu 2002, el seu primer títol de Lliga en 13 anys. Simultàniament, l'América va assolir arribar fins a les semifinals de la Copa Libertadores de 2002 on van ser eliminats per l'AD São Caetano de Brasil. En el torneig de Clausura 2005 aconsegueix el seu desè títol en l'era professional. El 26 de maig de 2013 va aconseguir el seu onzè títol en l'era professional abans guanyar a Cruz Azul 4-2 en penales

## Equips filials

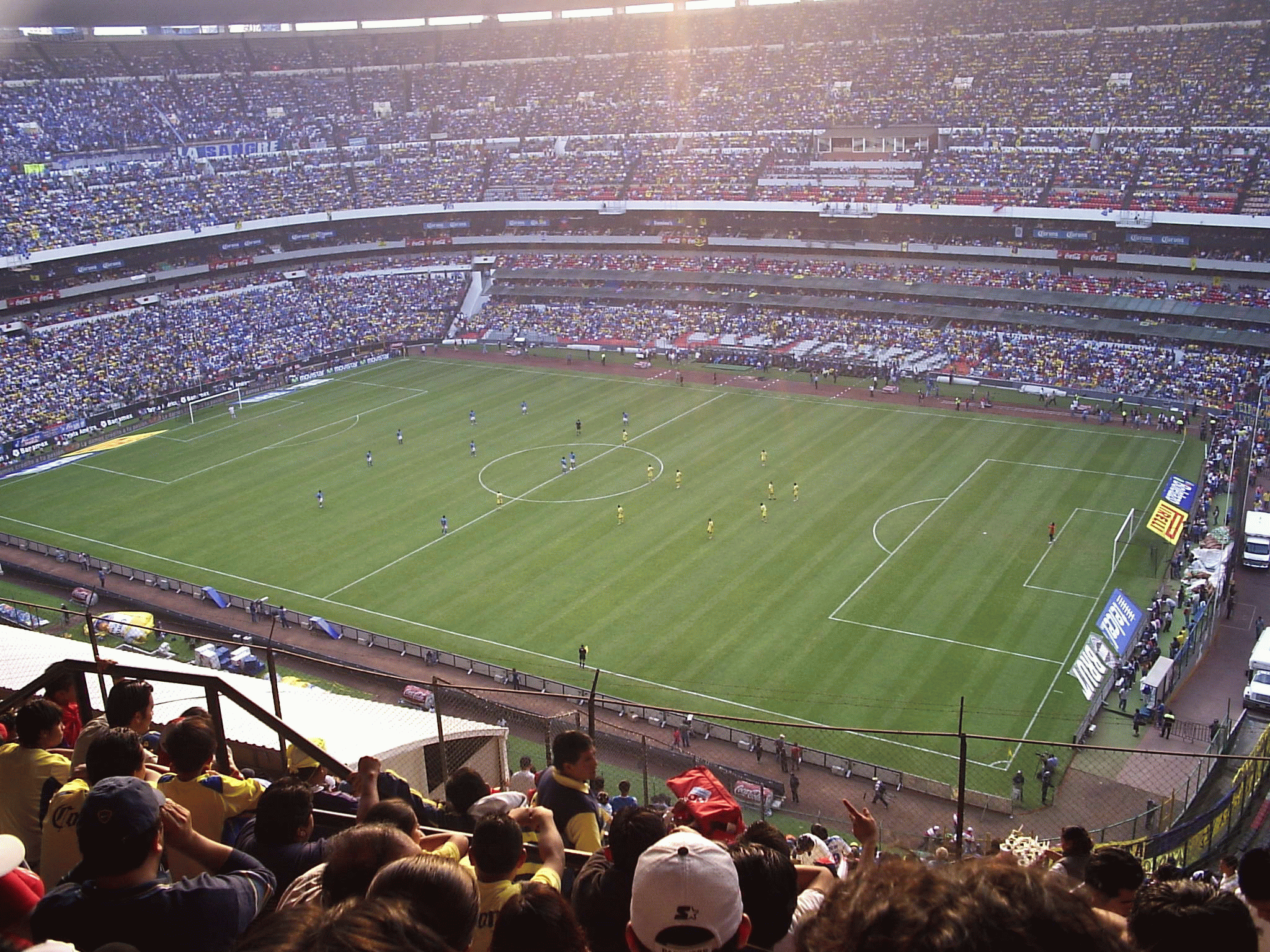
América contra Cruz Azul

- Tigrillos Coapa
- Águilas Riviera Maya
- Socio Águila FC
- América Coapa
- América Teotihuacan

## Palmarès

### Torneigs nacionals

#### Era amateur
- Lliga Amateur del Districte Federal (4): 1924-25, 1925-26, 1926-27, 1927-28.
- Copa Mèxic (1): 1937-38.[1]

#### Era professional
- Lliga mexicana de futbol (15): 1965-1966, 1970-1971, 1975-1976, 1983-1984, 1984-1985, Prode 1985, 1987-1988, 1988-1989, Estiu 2002, Clausura 2005, Clausura 2013, Apertura 2014, Apertura 2018, Apertura 2023 y Clausura 2024
- Copa Mèxic (6): 1953-1954, 1954-1955, 1963-1964, 1964-1965, 1973-1974, Clausura 2019
- Campió de Campions (7): 1954-1955, 1975-1976, 1987-1988, 1988-1989, 2004-2005, 2018-2019, 2023-2024
- InterLiga (1): 2008

### Torneigs internacionals
- Copa de Campions de la CONCACAF (5): 1978, 1987, 1991, 1993, 2006[2]
- Copa Gegants de la CONCACAF (1): 2001[3]
- Copa Interamericana (2): 1978, 1991[4]

### Torneigs amistosos
- Copa Independencia: 1966-67, 1974-75
- Junta Española Covadonga: 1927
- Copa Vizcaya: 1920
- Copa Baltamar: 1922
- Liga Excélsior: 1920
- Copa Presidente Gustavo Díaz Ordaz: 1964-65
- Copa Revolución Mexicana: 1980-81
- Copa Pachuca: 1997
- Copa Houston: 2003
- Copa San José: 2006

## Entrenadors campions
- Roberto Scarone (1965-66)
- Jose Antonio Roca (1970-71)
- Raúl Cárdenas (1975-76)
- Carlos Reinoso (1983-84)
- Miguel Angel López (1984-85, Prode 1985)
- Jorge Vieira (1987-88, 1988-89)
- Manuel Lapuente (Estiu 2002)
- Mario Carrillo (Clausura 2005)
- Miguel Herrera (Clausura 2013)

## Jugadors destacats
| - Oswaldo Sánchez - Alfredo Tena - Zaguinho - Luis García - José Antonio Roca - Carlos de los Cobos - Enrique Borja - Joaquín del Olmo - Raúl Gutiérrez - Javier Aguirre Onaindía - Carlos Hermosillo - Cristóbal Ortega - Ricardo Peláez - Pavel Pardo - Horacio Casarín - Javier Fragoso - Germán Villa | - Duilio Davino - José Antonio Castro - Raúl Lara - Adolfo Ríos - Alberto García Aspe - Cuauhtémoc Blanco - Hugo Sánchez - Juan Carlos Medina - Claudio López - Héctor Zelada - Daniel Brailovsky - Oscar Ruggeri - Federico Insúa - Antônio Carlos Santos - Zague - Amaral - Zizinho - Dirceu | - Toninho - Kléber - Nilton - Carlos Reinoso - Iván Zamorano - Ricardo Rojas - Osvaldo Castro - Frankie Oviedo - Hernán Cabalceta - Maurizio Gaudino - Salvador Cabañas - Raúl Vicente Amarilla - Cecilio de los Santos - François Omam-Biyik - Ilie Dumitrescu - Julio César Uribe - Kalusha Bwalya |

## Presidents
| Nom                    | De   | Fins a |
| ---------------------- | ---- | ------ |
| Florencio Domínguez    | 1916 | 1920   |
| Guillermo Gómez        | 1920 | 1930   |
| Juan de Dios Bojórquez | 1930 | 1932   |
| Eric Herrera           | 1933 | 1933   |
| Louis Martinez         | 1933 | 1934   |
| Ernesto Sota           | 1934 | 1937   |
| Germán Núñez           | 1937 | 1938   |
| Salvador González      | 1938 | 1939   |
| Francisco Bautista     | 1939 | 1940   |
| Filiberto Zapata       | 1940 | 1940   |
| César Martíno          | 1940 | 1945   |
| Francisco Bautista     | 1945 | 1948   |
| Antonio Hidalgo        | 1948 | 1949   |
| Miguel Ramírez         | 1950 | 1954   |
| Julián Rodríguez       | 1954 | 1956   |
| Pedro Valdez           | 1956 | 1959   |
| Darío Pastrana         | 1959 | 1961   |
| Guillermo Cañedo       | 1961 | 1981   |
| Emilio Díez Barroso    | 1981 | 1996   |
| Pablo Cañedo           | 1996 | 1997   |
| Alejandro Orvañános    | 1997 | 1998   |
| Raúl Quintana          | 1998 | 1999   |
| Javier Pérez Teuffer   | 1999 | 2004   |
| Guillermo Cañedo White | 2004 | 2008   |
| Michel Bauer           | 2008 | 2011   |
| Ricardo Peláez         | 2011 | 2014   |
| Jose Romano            | 2014 |        |